# Kosmonymum
Kosmonymum je mimozemské jméno, zejména jméno mimozemského objektu – planety (Mars), jevu (Van Allenovy radiační pásy), hvězdy (Slunce), hvězdokupy (Plejády zvané též Kuřátka), galaxie (Mléčná dráha), komety (Hale – Bopp), kometárního meteorického roje (Perseidy) nebo na mimozemském objektu (Moře klidu na Měsíci) a také umělých kosmických těles (Sputnik).
Zvláštním případem jsou selenonyma, jména objektů na Měsíci (kráter Heyrovsky). Jména často nejsou jednoznačná, např. existuje mezinárodně uznávané označení mlhoviny M 17 (Messier 17), pro tuto mlhovinu se používá také řada variantních jmen: mlhovina Omega (Omega Nebula), mlhovina Labuť (Swan Nebula), mlhovina Podkova (Horseshoe Nebula) a také mlhovina Humr (Lobster Nebula).
Pro jména planet a jiných hmotných objektů se někdy užívá termínu astronymum.